# Bureshiella subplanata
Bureshiella subplanata är en stekelart som beskrevs av Hoffer 1983. Bureshiella subplanata ingår i släktet Bureshiella och familjen sköldlussteklar.
Artens utbredningsområde är Bulgarien. Inga underarter finns listade.